# جینی سیلی
جینی سیلی (انگلیسی: Jeannie Seely; ۶ ژوئیهٔ ۱۹۴۰ – ۱ اوت ۲۰۲۵) خواننده، ترانه‌پرداز و تهیه‌کننده موسیقی و نویسنده اهل ایالات متحده آمریکا بود که بین سال‌های ۱۹۶۴ تا ۲۰۲۵ میلادی فعالیت می‌کرد. سیلی که بیشتر آثارش در سبک موسیقی کانتری دسته‌بندی می‌شود، با آهنگ برنده جایزه گرمی «به من دست نزن» (۱۹۶۶) به شهرت و موفقیت رسید. صدای الهام گرفته از روح او، لقب «میس کانتری سول» را به او داد. سیلی عضو و اجراکننده برنامه گرند اوله اوپری بود و بیش از هر اجراکننده دیگری در این برنامه حضور داشت (۵۳۹۷ حضور از ماه مه ۱۹۶۶ به بعد که شامل ۵۷ سال عضویت در گرند اوله اوپری بود).